# Syllis maganda
Syllis maganda — вид багатощетинкових червів родини Syllidae. Описаний у 2020 році.

## Поширення
Вид поширений на заході Тихого океану. Виявлений біля узбережжі острова Лусон (Філіппіни), Східного Тимору та острова Ящірки (біля північно східного узбережжя Австралії). Мешкає на мілководді до 16 м глибини.